# Drahoslava Landsmanová
Drahoslava Landsmanová, provdaná Šnajdrová (* 30. října 1940, Plotiště nad Labem), je česká herečka.

## Osobní život
V devatenácti letech začala profesionální dráhu na jevišti Krajského oblastního divadla Hradec Králové. Měla také angažma v Divadle pracujících v Mostě, v Divadle F. X. Šaldy v Liberci, byla členkou Městských divadel pražských. Účinkuje v Divadle Skelet Pavla Trávníčka.

## Filmografie
- Borůvkový vrch (film,2002)
- Muž, který vycházel z hrobu (film, 2001)
- Pomalé šípy (seriál, 1993)
- Veronika (film, 1985)
- Kalamita (film, 1981)
- Případ mrtvých spolužáků (film, 1976)
- Svědectví mrtvých očí (film, 1971)
- Černý vlk (film, 1971)
- Svatej z Krejcárku (film, 1969)
- Muž z prvního století (komedie, 1961)